# Klasyfikacja porów
Pory w ciele stałym są klasyfikowane według różnych kryteriów:

## Klasyfikacja porów według rozmiaru

### Klasyfikacja porów według IUPAC
Klasyfikacja wielkości porów według IUPAC oparta jest na różnicach w zachowaniu adsorpcyjnym porów o rozmiarach mieszczących się w pewnych przedziałach:

#### Mikropory
Mikropory to pory o średnicy mniejszej niż 2 nm. Pory te z reguły silniej oddziałują z adsorbatami. Mikropory zapełniają się adsorbatem gazowym przy ciśnieniach znacznie poniżej ciśnienia pary nasyconej. Typowe izotermy adsorpcji w mikroporach to równania DR, DA oraz eksperymentalne równanie Freundlicha.

#### Mezopory
Rozmiary mezoporów według IUPAC to od 2 do 50 nm. Wyróżnikiem adsorpcji w mezoporach jest możliwość wystąpienia histerezy kapilarnej, czyli innego przebiegu izotermy przy podnoszeniu ciśnienia (adsorpcji) i przy zmniejszaniu ciśnienia (desorpcji). Adsorpcja w mezoporach przebiega dwuetapowo – dla określonego typu i rozmiaru poru wraz ze wzrostem ciśnienia rośnie powoli grubość cienkiego filmu (warstwy) adsorpcyjnego – z reguły nieznacznie grubszego, niż na powierzchni płaskiej. Przy pewnym ciśnieniu (charakterystycznym dla typu i rozmiaru poru, a także temperatury oraz rodzaju adsorbatu) następuje gwałtowne skroplenie (kondensacja) adsorbatu. W trakcie desorpcji przy pewnej wartości ciśnienia następuje gwałtowne opróżnienie poru z adsorbatu z pozostawieniem jedynie cienkiej jego warstwy na ściankach. Obie charakterystyczne wartości ciśnienia mogą się różnić (histereza), a są jednocześnie mniejsze od ciśnienia pary nasyconej adsorbatu.

#### Makropory
Według IUPAC to pory o średnicach większych od 50 nm. Dla takich porów ze względu na wielkość menisku adsorbatu zanika zjawisko histerezy kapilarnej i gałąź adsorpcyjna i desorpcyjna izotermy mają ten sam przebieg.

## Klasyfikacja porów według kształtu
Kształt ma największe znaczenie dla mezoporów, ze względu na wpływ kształtu poru na kondensację kapilarną. Promień porów możemy obliczyć za pomocą równania Kelvina z danych adsorpcji gazów, uwzględniając ich kształt oraz odpowiadający mu kształt i krzywiznę powierzchni menisku przy adsorpcji i desorpcji. Różnica krzywizny menisku przy adsorpcji i desorpcji prowadzi do zjawiska histerezy kapilarnej.

### Pory cylindryczne

#### Jednostronnie otwarte pory cylindryczne
Jeżeli nie zawierają przewężeń, wówczas są podobne do porów konicznych. Kondensacja w porze następuje przy niższym ciśnieniu niż w porach obustronnie otwartych, gdyż na końcu poru mamy menisk sferyczny.

#### Obustronnie otwarte pory cylindryczne
Typowa histereza kapilarna. Adsorpcja na cylindrycznym wnętrzu poru, o średnicy dp. Kondensacja kapilarna zależna od średnicy menisku cylindrycznego, dc = dp – 2 t(x), gdzie t(x) izoterma adsorpcji wyrażona przez statystyczną grubość warstwy adsorbatu, a x = p/ps. Desorpcja określona przez menisk sferyczny w wejściu do poru.
Dla takich porów tzw. hydrauliczna średnica poru (średnia średnica obliczona przy założeniu, że pory mają kształt idealnego cylindra o średnicy dcyl i długości lcyl, gdzie powierzchnia ścian poru S = πdcyllcyl, a objętość V = π(dcyl/2)2lcyl) wynosi:
{\displaystyle d_{h,cyl}={\frac {4V}{S}}}
gdzie:
V – objętość porów (maksymalna ilość pochłoniętego adsorbatu),
S – wewnętrzna powierzchnia porów (jest wyznaczana na podstawie przebiegu izotermy adsorpcji dla niższych ciśnień, w których nie pojawia się kondensacja kapilarna, np. przy zastosowaniu metody BET, metody t-plot lub metody alfa-s).

### Pory koniczne
Inaczej pory stożkowe o wejściu szerszym niż wnętrze poru (jeśli jest to por z przewężeniem u wejścia, przy desorpcji zachowuje się jak inne pory butelkowe). Charakteryzuje je brak histerezy kapilarnej. Kształt menisku przy adsorpcji i desorpcji taki sam i tak samo zależny od ciśnienia.

### Pory sferyczne
Pory sferyczne dostępne pomiarowi muszą mieć wejście do wnętrza. Jeżeli wejście do poru ma średnicę mniejszą niż średnica poru, wówczas pory te należą do typu porów butelkowych.
Hydrauliczny rozmiar poru policzony z gałęzi adsorpcyjnej izotermy przy założeniu, że por jest idealną sferą, a powierzchnia wejścia do poru jest pomijalna w stosunku do powierzchni całego poru (średnica dsfer, gdzie powierzchnia ścian S = π(dcyl)2, a objętość V = (1/6)π(dsfer)3), wynosi:
{\displaystyle d_{h,sfer}={\frac {6V}{S}}}

### Pory beczkowe
Pory beczkowe mają kształt pośredni pomiędzy cylindrycznymi i sferycznymi, ich zachowanie przy adsorpcji będzie podobne do porów cylindrycznych z przewężeniami – o ciśnieniu przy którym pory zostaną zapełnione decyduje krzywizna wewnętrzna poru, a ciśnienie desorpcji zależy od kształtu i średnicy wąskiego wejścia do poru a nie kształtu jego wnętrza.

### Pory butelkowe
W porach butelkowych średnica wejścia do porów jest mniejsza niż wewnętrzna ich średnica, tak więc do tej kategorii należy większość porów sferycznych i wszystkie pory beczkowe oraz cylindryczne z przewężeniami.

### Pory szczelinowe
Dla porów szczelinowych (2 płaszczyzny, każda o powierzchni S1, położone w odległości dszczel od siebie: łączna powierzchnia S = 2S1, objętość V = S1 dszczel) otrzymamy:
{\displaystyle d_{h,szczel}={\frac {2V}{S}}}